# Catedral de Santa María (Winnipeg)
La Catedral de Santa María (en inglés: St. Mary's Cathedral) es una catedral situada en Winnipeg, Manitoba en Canadá. Es la sede episcopal de la arquidiócesis de Winnipeg. Situada en la esquina de la avenida St. Mary y la calle Hargrave, en el centro de Winnipeg, Santa María es una de las dos catedrales católicas en la ciudad de Winnipeg; la otra, la Catedral de San Bonifacio, se encuentra al otro lado del río Rojo en la ciudad antes independiente de San Bonifacio.
Santa María fue diseñada originalmente en 1880 por C. Ballston Kenway y fue actualizada en 1896 por Samuel Hooper, un cantero de origen Inglés y el arquitecto que más tarde fue nombrado Arquitecto Provincial de Manitoba. El edificio cuenta con elementos románicos y una arquitectura germánica. 
El Instituto de vidrieras de Canadá ha documentado las vidrieras de la catedral de Santa María.